# Psilophyton
Lo psilofito (gen. Psilophyton) è una pianta estinta molto primitiva, appartenente alle tracheofite. Visse tra il Devoniano inferiore e l'inizio del Devoniano superiore (395-360 milioni di anni fa). I suoi resti fossili sono stati ritrovati in gran parte dei continenti settentrionali.

## Descrizione
Questa pianta era di dimensioni relativamente modeste, e l'altezza raggiungeva poche decine di centimetri. I suoi rami erano spogli, completamente privi di foglie e diritti verso l'alto; si dividevano generalmente seguendo una dicotomia, ma erano presenti anche ramificazioni laterali. I vari steli erano spesso dotati di strutture simili a peli o spine, disposti irregolarmente lungo tutta la superficie. I rami fertili, invece, erano dotati di grappoli di sporangi penduli, a forma ellittica e allungata.

## Classificazione

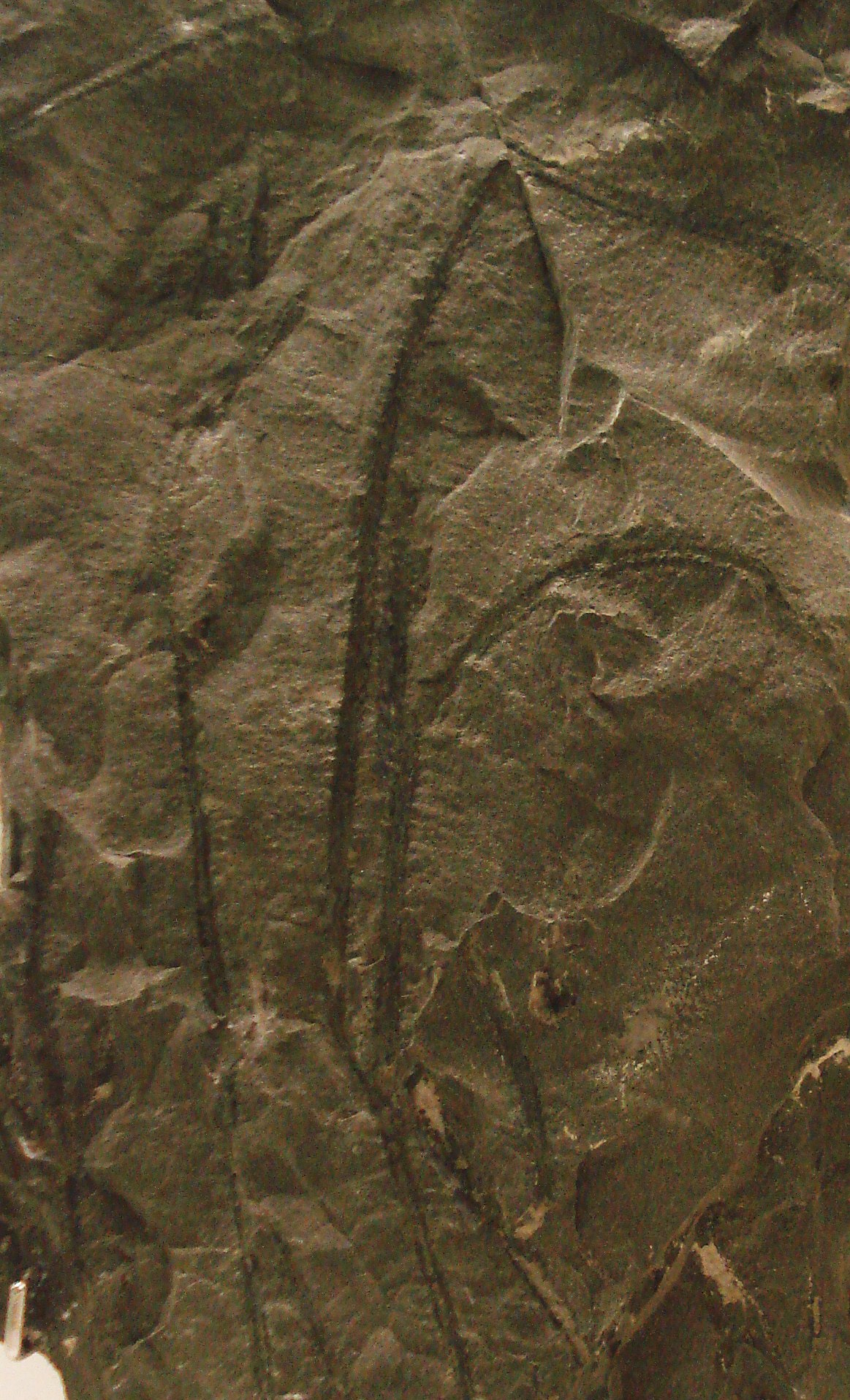
Fossile di Psilophyton dawsonii

Lo psilofito era un rappresentante delle trimerofite (Trimerophytopsida), un gruppo di piante primitive esclusive del Devoniano; queste piante mostrano molte caratteristiche in comune con le riniopsidi (Rhyniopsida), dalle quali erano probabilmente derivate. Le stesse trimerofite sembrerebbero essere vicine all'origine delle piante vascolari più evolute, che nel giro di alcuni milioni di anni svilupparono un vero e proprio sistema di rami e foglie.